# أميكاسين
الأميكاسين (بالإنجليزية: Amikacin)‏ مضاد حيوي من زمرة الأمينوغلوكوزيدات (aminoglycoside)

## التأثير
يثبط إنتاج البكتريا للبروتين ويسبب موت الخلية البكتيرية.

## الاستعمالات
علاج العداوى بالكائنات المتأثرة وبالأخص البكتيريا سلبية الغرام.

## موانع الاستعمال
لا يوصى به لعلاج مطول عادة بسبب وجود التسمم الأذني والكلوي.

## الجرعة
- البالغين والأطفال والحديثي الولادة: عضلي أو وريدي 15 ملغ لكل كغ (وزن الجسم المثالي) كل يوم في كجرعة مقسمة إلى جزئين أو ثلاثة أجزاء، ويجب أن لا تتجاوز معالجة المرضى الأثقل مقدار 1.5 غرام/اليوم
- الالتهابات البولية التناسلية غير المختلطة: عضلي أو وريدي 250 ملغ مرتين يومياً، حديثي الولادة: عضلي أو وريدي الجرعة الأولية 10 ملغ / كغ ويتبعها 7.5 ملغ / كغ كل 12 سا. وقد يلزم استخدام جرعات أقل في الأسبوعين الأولين من الحياة.

## التآثرات (التداخلات)
- الأدوية التي يمكن أن تسبب تسمم كلوي (مثلاً السيفالوسبورينات، إينفلورين، ميتوكسيفلورين، فانكومايسين): قد تزيد من اختطار التسمم الكلوي.
- المدرات العروية (مثلاً، فوروسميد) : قد تزيد من السمية الأذنية.
- العوامل المحصرة للوصل العصبي العضلي (مثلاً، توبوكورارين) : قد يزيد الأميكاسين من تأثيرات هذه العوامل.
- التنافرات: يمنع خلطه مع صادات البيتالاكتام (مثلاً، كاربيسليين، تيكارسيلين).

## الآثار الضارة
- الأذن الأنف الحنجرة: فقد السمع، الصمم، فقد التوازن.
- البولي التناسلي: قلة البول، البيلة البروتينية، زيادة كرياتنين المصل، كريات بيض وحمر في البول، الآزوتيمية.
- نقص مستوى مغنزيوم المصل.

## احتياطات
- الحمل : فئة د
- الإرضاع: غير مدروس
- الأطفال: يتوخى الحذر في الخدج وحديثي الولادة بسبب عدم نضج الكلى.
- السمية الأذنية والكلوية: إذا كان لدى المريض مظار تسمم كلوي أو أذني فيجب إيقاف الدواء أو تعديل الجرعة.
- الاختلال الكلوي: تعديل الجرعة ضروري في هذه الحالة.

## تنبيهات
- يمدد الدواء حسب التعليمات بالسيروم الملحي أو السكري
- يعطى بالوريد باستخدام المضخة الوريدية لضمان انتظام الجرعة.
- يعطى خلال 30 إلى 60 دقيقة وإلا قد يحدث تثبيط تنفسي.
- لا يمزج الأميكاسين ولا يعطى ضمن مجال ساعة واحدة مع أي دواء وريدي آخر.
- يطرح المحلول المدد بعد مضي 24 ساعة على تمديده.
- يجب تقييم الوظيفة السمعية والكلوية قبل إعطاء الدواء
- يوقف التسريب إذا ظهرت علامات الاختلال الكلوي(وذمة، تقاصر الأنفاس، حكاك)
- يشجع المريض على زيادة المتناول من السوائل إلى 2000 أو 3000 مل كل يوم ما لم توجد حالة طبية تمنع هذا.